# Kocis (fumetto)
Kocis, o Kociss, fu un personaggio immaginario protagonista di alcune serie a fumetti di genere western edite in Italia negli anni cinquanta e settanta da vari editori e ispirato alla figura di Cochise, capo degli indiani Apache.

## Storia editoriale
Le storie del personaggio vennero pubblicato nella collana Albi dell'Intrepidezza editi dall'Editore Tomasina dal 5 maggio 1953 al 11 maggio 1954 in una serie composta da 54 albi in formato a strisce con storie scritte da Antonio Chiomenti e disegnate dal fratello Vincenzo; ogni numero era spillato e conteneva 32 pagine più quattro di copertina. Negli anni sessanta l'intera serie ebbe una prima ristampa nella collana Gioiello edita nel 1967.
Pochi anni dopo la prima versione, le Edizioni Audace di Sergio Bonelli ne realizzarono una seconda versione nel consueto formato a strisce spillato edito per 45 numeri suddivisi in tre serie all'interno della collana Audace; le storie erano scritte da Gian Luigi Bonelli e disegnate da Emilio Uberti. La collana Audace poi proseguirà pubblicando la serie del Piccolo Ranger. Con gli albi invenduti vennero poi realizzate delle raccolte composte da più albi che ripropongono integralmente le storie dei vari personaggi. LE storie del personaggio vennere poi riproposte nella seconda serie della collana Zenith Gigante nel classico formato bonelliano.
Negli anni settanta ci fu una riproposta del personaggio di breve durata da parte di altri editori: una prima serie di 11 numeri del 1972 edita dall'Editoriale Italia e una seconda edita nel 1976 edita per quattro numeri dall'Edigamma.